# Suturocythara
Suturocythara is een geslacht van weekdieren uit de klasse van de Gastropoda (slakken).

## Soort
- Suturocythara redferni García, 2008